# Chiesa di Santa Maria dei Calderari

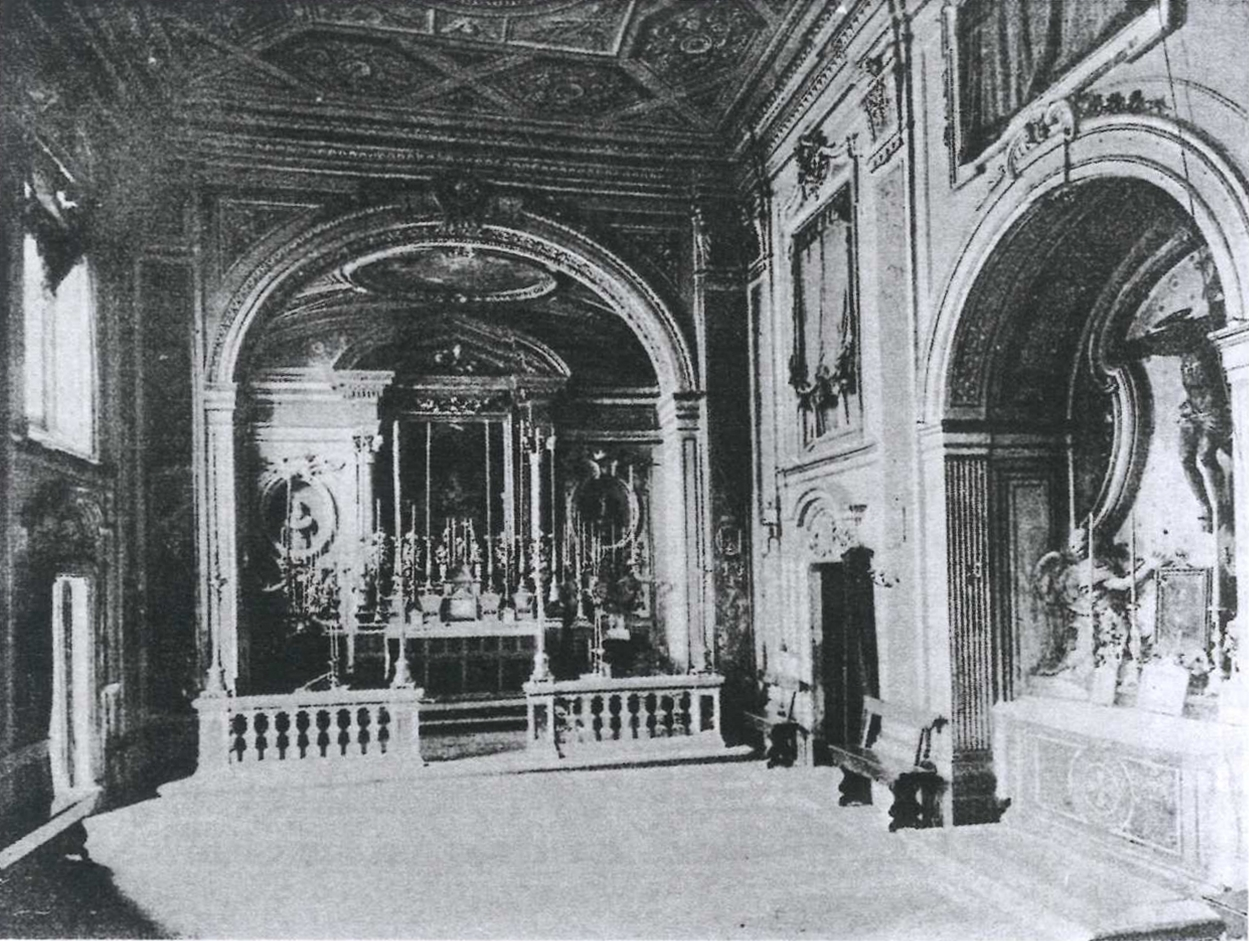
Interno della chiesa (circa 1881).

La chiesa di Santa Maria dei Calderari è una chiesa scomparsa di Roma, nel rione Regola. Essa era collocata nei pressi di piazza Branca, oggi non più esistente, all'incrocio tra le moderne via Arenula e via di Santa Maria dei Calderari. Fu demolita nel 1881 per la costruzione di via Arenula.

## Storia
La chiesa è menzionata per la prima volta in una bolla di papa Urbano III del 1186 tra le chiese filiali di San Lorenzo in Damaso con il nome di Santa Maria de cacabariis. Nel catalogo di Cencio Camerario (fine XII secolo) compare al n. 173 con il nome di sancte Marie. Il termine cacabaris deriva dai fabbricanti di caccabi, ossia di catini e vasi di rame ed altri vasi da cucina. Fu una delle prime chiese di Roma in cui si venerava la Madonna con il titolo di Immacolata Concezione, cosa rara nel Medioevo.
In epoca imprecisata la chiesa fu affidata alle confraternite dei rigattieri e dei materassai, che la dedicarono al loro santo patrono, san Biagio. Contestualmente la chiesa era sede di parrocchia fino alla sua soppressione nel 1594. In una visita del 1560, si dice che 
(Armellini)
Nel Seicento papa Alessandro VII affidò la chiesa alla compagnia dei cocchieri, che le ridiedero il nome primitivo. In quest'epoca era conosciuta anche come Santa Maria o Santa Maria degli Angeli dei Cocchieri.
Alcune delle opere che si trovavano nella chiesa sono collocate oggi nella vicina chiesa di San Tommaso ai Cenci, dove si trasferì l'arciconfraternita dei Cocchieri dopo la demolizione di santa Maria dei Calderari.